# 高畠導宏
高畠 導宏（たかばたけ みちひろ、1944年1月18日 - 2004年7月1日）は、岡山県岡山市出身（倉敷市生まれ）の高校教員、プロ野球選手（外野手）・コーチ。
1977年以降、プロ野球での登録名は高畠 康真（ - やすまさ）。

## 来歴・人物

### 現役時代
プロ入り前
中学校時代から強打者であり、当時は敬遠の概念がなく、打席に立たれた投手はボール球ばかり投げていたという。
岡山南高では3年次の1961年に春季中国大会県予選準決勝へ進むが、鎌田豊・槌田誠らのいた倉敷工業に敗退。夏も県予選で敗れ、甲子園には出場できなかった。
高校卒業後は1962年に丸善石油へ入社。岡山南高の監督と岡田悦哉監督が関西高の先輩と後輩という関係から、その伝を辿って訪問が実現。高畠は海岸沿いの石油基地のど真ん中にあったグラウンドで抜群の打棒を発揮して入社するが、1年目に会社の方針で休部。選手の再就職先を考えていた岡田は、色々と世話になっていた中央大学・宮井勝成監督に相談し、通常とは逆のコースでの高畠の大学進学が決まった。
1963年に中央大学へ進学し、東都大学リーグでは在学中に2度優勝を経験。同期に高橋善正・日野茂がいる。リーグ通算73試合出場、219打数57安打、打率.260、2本塁打、21打点。
1966年の2次ドラフトで読売ジャイアンツから5位指名を受けたが拒否し、大学卒業後の1967年には日本鉱業日立へ入社。1967年の都市対抗に日立製作所の補強選手として出場し、準決勝で日本楽器と対戦し再試合の末に敗退するが、本塁打、適時二塁打を放つなど活躍し、大会の優秀選手に選ばれる。同年のアジア選手権に中心打者として出場、日本の優勝に貢献。同年は年間打率.375をマークして社会人ベストナイン（外野手）にも選出されている。
プロ入り後
1967年のドラフト5位で南海ホークスに入団。鶴岡一人監督は「高畠君は左の強打者として期待した一方で、指導者としての能力も買っていた。彼が引退して早く指導者になったのは成功だったと思う」と後年語っている。
入団会見の翌日には中百舌鳥の練習に参加し、ランニングやキャッチボールの後にティーバッティングを始めると、ゆったりとした独特のフォームから、高畠は激しい風圧を巻き起こすような強烈なスイングを徐々に繰り出すようになっていく。それを後ろから、4番打者でありながら打撃コーチ兼任を命じられた野村克也が見つめ、最初は「苦労していた財産を、月給を10万、20万上げてもらったぐらいで教えられるかい」とコーチ就任に難色を示した野村も、グラウンドに顔を出して片隅でティーを黙々と続ける高畠に関心を示す。
当時の南海外野陣はリーグ屈指の陣容を誇り、柳田利夫・広瀬叔功・樋口正蔵という布陣で、特に樋口は高畠と同じ左打者で直接のライバルとしてポジションを争うことになった。さらに母校・中大の大先輩でもあるベテランの穴吹義雄も健在で、広島からは大和田明が移籍してきており、外野のレギュラー争いは熾烈であった。
1年目の1968年のキャンプイン早々からフリー打撃で大物新人ぶりを発揮し、紅白戦でも先に臆することなくシュアな打撃を披露していたが、順調すぎるバッティングの中で一人悩む。宿舎には40畳ほどの大広間があり、夕食後に素振りや夜間練習を行うのが習慣になっていたが、高畠は大広間に胡座をかいて座っていたことがあった。バットを太腿のところに置き、取材記者に気がつくと「バッティングが、だんだんわからなくなってきました」と本音を漏らしていた。裏腹に首脳陣からはクリーンアップ形成や新人王も期待され、「週刊ベースボール」3月18日号には『野村教室のフレッシュマン 新人王候補No.1の高畠導宏(南海)』題して、高畠がグラビアページで3ページにわたって特集される。豪快なバッティングやランニングの写真に「高畠導宏ー日鉱日立より南海に入団した大物ルーキーである。『マシーンは不慣れ』といいながら、腰のすわった振りで、左右にきれいなライナーを飛ばす高畠。やはり大物である」、「鶴岡監督は『高畠はことしのウチの売物だ』と期待している。『ほんまあいつは野球が好きや。練習でも人一倍やっているし、夜の素振りも欠かさん。やはり並の選手とは違うわい』と野村を感心させた高畠はキャンプ中一日も欠かさずに、野村打撃教室に通ったという優等生である」と期待の大きいキャプションも付けられた。
チームがオープン戦に出発する前日の2月26日、呉二河球場のサブグラウンドとして使っていた陸上競技場の砂場で、穴吹と二人一組になってスライディング練習をしていたところ、激しいスライディングで砂場に飛び込むと、打撲による左肩を脱臼。高畠は丸2週間も肩を動かすことができなくなり、プロとしての順調すぎるスタートが一気に暗転。既に公式戦の構想に入っていた高畠をオープン戦で試したかった首脳陣は「まだ肩は動かないのか。早く来い」と、チームに帯同できなかった高畠に催促。レギュラー陣に少しでも遅れをとってはならないと気負っていた高畠は、その怪我を首脳陣に過小に報告し、深刻な症状を隠しながら、後半のオープン戦に出場。それでも何とか結果を出し、4月6日の阪急との開幕戦（西宮）に6番・右翼手で先発出場。エース石井茂雄から第1打席こそセカンドゴロに倒れるものの、早くも第2打席で痛烈なライトオーバーの初安打を放ち、3打数1安打と上々のスタートを切る。しかし、高畠は初回にダリル・スペンサーの強烈なライナーをグラブに当てて後逸し、初出場の開幕戦で早くも守備での弱点を晒けだす。元々から守備が得意ではなく、外野手にとって生命線ともいえる足も、プロのレベルでは俊足とは言い難かった。左肩の脱臼で守備練習はほとんど出来ず、守備は事実上のぶっつけ本番で開幕戦に臨んでいた。首脳陣はそれほど高畠のバットに期待をかけていたが、すでに一年を通して出場するのは無理なほど左肩の調子が悪化し、開幕直後に脱臼がクセになり、ボールを投げることさえかなわなくなっていた。キャンプでの怪我の影響で26試合出場・5安打・打率.147に止まり、パ・リーグのこの年の新人王は該当者なしとなっている。
2年目の1969年にはスライディングをしても、スイングをしても、肩が脱臼し、遂にはキャッチボールもできなくなっていく。投げるボールは山なりで練習にならないため、首脳陣からは「タカ、お前はもうグローブは持ってこんでいい」と言われるようになり、連携プレーの練習でも、高畠だけは外に出されるようになる。先輩から「おい、ポンコツ。しっかりしろよ」と叱咤されるようになり、同年も打率.190に終わる。
野村が選手兼任監督に就任した3年目の1970年が転機となり、野村は「おいタカ、お前、まだまだいけるぞ」「お前のバッティングは悪くない。いけるぞ」と繰り返した後に「タカ、もうお前にグラブはいらない。バットだけでええ。バット一本で稼ぐんや」とアドバイスし、現役を断念しようとさえ考えていた高畠は再びやる気と希望を思い起こさせた。高畠は、後に「野村さんのこの言葉に勇気を与えられました。そうだ、俺はまだまだいける、バッティングでは誰にも負けないという自信が、また戻ってきたんです。後に野村さんは故障した選手やピークを過ぎた選手たちの“再生工場"とも呼ばれるようになりますが、私はその第一号だったかもしれません。ようし、バット本で俺はもう一度、勝負してやる、と思いました」と振り返っている。高畠は痛い肩を庇いながらバットを振り続け、代打の切り札として起用されるようになる。試合後半に「代打、高畠」と大阪球場にアナウンスが流れると、南海ファンは「待ってました!高畠、頼むでえ」と大歓声で迎えた。
7月9日のロッテ戦（東京）では二死から古葉竹識が巧く右へ流して好機を作った7回、皆川睦雄の代打で出場。少し気を抜いて2-3になった後、相手を甘く見た成田文男のフルカウントからの直球を、待ち構えていたように、右翼席へ同点2ラン本塁打を放つ。10月10日の西鉄戦（平和台）では三輪悟に代わった9回の柳田豊の初球を捕らえると、球はライナーとなって右翼席へ飛び込む本塁打となる。南海は3連勝で西鉄戦に勝ち越し、西鉄は全チーム負け越しが決まった。同年は代打以外にも主に左翼手として34試合に先発出場し、打率.312で野村の期待に十分応えた。
1971年にも2年連続で打率3割以上を記録したが、自打球を足に当てて骨折。肩を庇ってスイングするため、手首の故障もいつもついてまわるなど故障が悪化し、1972年限りで現役を引退。

### 引退後
引退後は南海→ダイエー（1973年二軍打撃コーチ→1974年 - 1977年・1991年 - 1994年一軍打撃コーチ）、ロッテ（1978年 - 1979年二軍打撃コーチ, 1980年 - 1983年・1986年・1988年・2002年一軍打撃コーチ, 1984年 - 1985年・1987年一軍打撃兼外野守備コーチ, 1989年スカウト）、ヤクルト（1990年一軍ヘッド兼打撃コーチ）、中日（1995年二軍打撃コーチ→1996年 - 1997年一軍打撃コーチ→1998年調査役）、オリックス（1999年二軍打撃コーチ→2000年 - 2001年一軍打撃コーチ）でコーチ・フロントを歴任。
1973年の南海コーチ就任時、当時は和歌山県田辺市で春季キャンプを行っており、2月でも雪が降る気候であった。そこで農家が使用していないビニールハウスを借りて、ブルペン代わりにしたら、中は温かいので投球練習が出来ると提案。捕手を座らせたら投げられるが、立ち投げは出来ないのではという意見には、「ならば、下を掘るのはどうでしょう?」と提案。結局実現には至らなかった。
南海コーチ時代は藤原満に対して、グリッブが太く1キロ以上の重量があるタイ・カッブ式バットを特注で制作。バットを振るのではなく、ボールにバットをぶつけてゴロやライナーを出やすくし、アベレージヒッターに育て上げた。オールスターで野村が捕手に専念する年（かつ前年にチームがAクラスであった場合）は、野村に代わってパ・リーグのコーチを務めた。1977年には野村監督解任に伴い江夏豊、柏原純一と共に球団に反旗を翻し、1978年からは選手専任となった野村と共にロッテへ移籍。野村は僅か1年でロッテを退団するが、高畠はその後も残った。
ロッテコーチ在任中は落合博満に対して、落合の性格を踏まえた上で「グリップの高さを10cmほど高くしたらどうだ」とアドバイス。右打者だった西村徳文にはスイッチヒッターへの転向を勧め、1年目の秋季キャンプから2ヶ月あまり、川崎球場そばにあったビジネスホテルのシングルルームに泊まり込み、朝・昼・晩つきっきりで指導。水上善雄にはストレート・変化球での打撃の統計をとり、変化球に強いことを実証、認識させた上で、全打席変化球が来るというヤマを張るよう指示。高畠は投手の癖盗みにも長けていたため、ベンチから声を出すことで、次に投げてくる球種を打席に入っている水上に伝えていた。あまりにしつこく、癖がバレてしまうため、西武戦で東尾修がマウンド上からベンチの高畠を睨み付けた。
ヤクルトコーチ時代には飯田哲也を育てたが、野村との確執が生じる。大学の後輩となる相手チームの選手・コーチが試合前に高畠に挨拶に来るのを気に入らなかったり、ホームランを打った選手がベンチで高畠に感謝の礼を言うと、野村は「アホ!!タカに教えてもらってどうするんや!?自分で打て!!」と怒鳴るなど非常に僻みっぽくなってしまい、南海時代とは性格が変わってしまったという。
ダイエーには恩師・鶴岡の誘いで復帰し、吉永幸一郎・浜名千広・小久保裕紀を育てた。中日コーチ時代に指導した山崎武司は著書の中で「バッティングの面では高畠康真さんに感謝しています。指導は分かりやすく、人の意見を聞き入れない自分に対して懇切丁寧に多くの事を教えてくださいました。長距離ヒッターとして長くやってこられた背景には、やっぱり高畠さんの存在も影響していたと思っています。」と記している。コーチ辞任後の1998年に日本大学の通信課程に入学し、教員免許を取得。
オリックスコーチ時代には田口壮に対して、自身の精巣を揺らすような感じでいれば、リラックスして打席に立てるという一風変わったアドバイスをし、「ちんぶら打法」と命名。ロッテコーチ時代（2期目）にはサブローにも同様のアドバイスしているが、その時は「自分の一物が足に当たるくらい腰を早く回せ」というものであった。
ロッテ退団後も2球団からコーチの誘いを受けていたが、2003年春より筑紫台高等学校（福岡県太宰府市）の社会科教諭となった。プロ関係者が高校野球の指導者になるには退団後2年以上の教諭経験が必要なため、2005年春以降の監督就任を目指していたが、2004年5月、診察で癌が見つかり入院。病室には自らデザインした新ユニフォームが飾られたが、同年7月1日、膵臓癌のため東京都新宿区の病院で死去。60歳没。高校球児を率い、監督として甲子園球場のグラウンドに立つ夢は叶わなかった。
告別式には小久保など多くのプロ野球関係者が集まり、ヤクルト時代に指導を受けた長嶋一茂は「周り全部が敵だった時、高畠さんだけは味方でした」と語っている。
棺には、小久保が自らのバットを棺に入れたほか、一度も袖を通すことのなかった筑紫台高の新ユニフォームが入れられた。
筑紫台高野球部は7月12日の福岡大会1回戦で、春の福岡大会優勝のシード校・久留米商に勝利し、その後8強まで進出している。
2008年、高畠をモデルにしたテレビドラマ『フルスイング』がNHKにて放映され、高畠役は高橋克実が演じた。

## 詳細情報

### 年度別打撃成績
| 年 度     | 球 団     | 試 合 | 打 席 | 打 数 | 得 点 | 安 打 | 二 塁 打 | 三 塁 打 | 本 塁 打 | 塁 打 | 打 点 | 盗 塁 | 盗 塁 死 | 犠 打 | 犠 飛 | 四 球 | 敬 遠 | 死 球 | 三 振 | 併 殺 打 | 打 率 | 出 塁 率 | 長 打 率 | O P S |
| --------- | --------- | ----- | ----- | ----- | ----- | ----- | -------- | -------- | -------- | ----- | ----- | ----- | -------- | ----- | ----- | ----- | ----- | ----- | ----- | -------- | ----- | -------- | -------- | ----- |
| 1968      | 南海      | 26    | 37    | 34    | 2     | 5     | 0        | 0        | 0        | 5     | 0     | 0     | 0        | 0     | 0     | 3     | 0     | 0     | 12    | 1        | .147  | .216     | .147     | .363  |
| 1969      | 南海      | 22    | 22    | 21    | 1     | 4     | 0        | 0        | 0        | 4     | 1     | 0     | 0        | 0     | 0     | 1     | 0     | 0     | 5     | 1        | .190  | .227     | .190     | .417  |
| 1970      | 南海      | 86    | 173   | 157   | 15    | 49    | 5        | 0        | 4        | 66    | 15    | 1     | 1        | 0     | 2     | 13    | 1     | 1     | 19    | 5        | .312  | .364     | .420     | .784  |
| 1971      | 南海      | 57    | 95    | 84    | 6     | 26    | 2        | 0        | 2        | 34    | 12    | 1     | 0        | 1     | 0     | 8     | 0     | 2     | 16    | 1        | .310  | .383     | .405     | .788  |
| 1972      | 南海      | 67    | 89    | 81    | 2     | 15    | 2        | 0        | 2        | 23    | 11    | 0     | 0        | 1     | 1     | 4     | 0     | 2     | 22    | 0        | .185  | .239     | .284     | .523  |
| 通算：5年 | 通算：5年 | 258   | 416   | 377   | 26    | 99    | 9        | 0        | 8        | 132   | 39    | 2     | 1        | 2     | 3     | 29    | 1     | 5     | 74    | 8        | .263  | .321     | .350     | .671  |

### 記録
- 初出場：1968年4月6日、対阪急ブレーブス1回戦（阪急西宮球場）、1回裏に右翼手として出場（偵察要員の渡会純男と交代）
- 初安打：同上、4回表に石井茂雄から
- 初打点：1969年4月13日、対ロッテオリオンズ2回戦（東京スタジアム）、9回表に成田文男から
- 初本塁打：1970年5月2日、対近鉄バファローズ5回戦（大阪スタヂアム）、5回裏に小野坂清から
- 初盗塁：1970年6月28日、対阪急ブレーブス13回戦（阪急西宮球場）、5回表に二盗

### 背番号
- 29 （1968年 - 1972年）
- 74 （1973年）
- 80 （1974年 - 1977年）
- 85 （1978年 - 1988年）
- 83 （1990年）
- 87 （1991年 - 1994年）
- 92 （1995年）
- 76 （1996年 - 1997年）
- 87 （1999年 - 2002年）

### 登録名
- 高畠 導宏 （たかばたけ みちひろ、1968年 - 1976年）
- 高畠 康真 （たかばたけ やすまさ、1977年 - 2002年）